# Oscar Hult

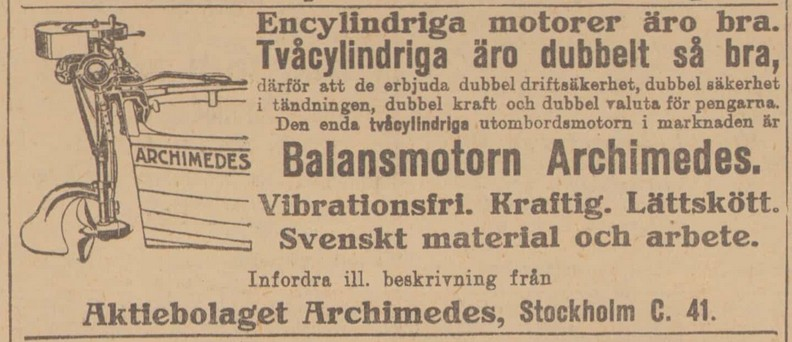
Annons i Dagens Nyheter 1913-04-01 för Archimedes båtmotor, tvåcylindrig som här benämns "Balansmotorn Archimedes".

Oscar Walfrid Hult, född 12 oktober 1863 i Helgona socken, död 23 september 1937 i Stockholm, var en svensk uppfinnare. Han var bror till Carl Alrik Hult.

## Biografi
Oscar Hult föddes som son till smedmästaren Olof Hult på Kristineholm och arbetade i sin ungdom som smedlärling och smed på gården. År 1882 lämnade han Kristineholm och blev metallarbetare i Stockholm, bland annat för AB Separator tillsammans med yngre brodern Carl Alrik.

### USA-resa och Mejerimaskin AB Excelsior
År 1887 reste de båda bröderna till USA där de förutom sitt arbete vid olika metallverkstäder även började arbeta med en förbättrad utväxling för handseparatorer. Konstruktionen patenterades 1889. För att billigare kunna utföra sina experiment återvände bröderna till Stockholm där den äldre brodern Axel hade en smidesverkstad på Norrlandsgatan 58. Här vidareutvecklades separatorn, bland annat genom Alriks idé om en hängande separatorkula. Man bildade bolaget Mejerimaskin AB Excelsior för tillverkningen av separatorn. Oscar Hult utarbetade även en skovelhjulsanordning för båtdrift med placering under vattenytan vilken patenterades 1891 och provkördes på Karlbergssjön men ledde inte till serieproduktion.

### AB Centrator och AB Pump-Separator
År 1891 återvände Oscar Hult till USA medan Alrik stannade kvar som verkstadschef för bolaget. År 1893 flyttade Oscar tillbaka till Stockholm och tillsammans med Alrik satte han 1894 upp en experimentverkstad i gårdshuset vid Sankt Eriksgatan 9. Förutom sina experiment tillverkade de även olika hushållsartiklar, bland annat en egenkonstruerad konservöppnare. Bröderna intresserade sig vid denna tid främst för sin uppfinning centratorväxeln och utvecklade flera maskiner som utnyttjade denna och bildade för ändamålet AB Centrator. De konstruerade även en roterande ångmaskin där friktionsförlust på grund av vingens släpande eliminerades. För exploatering av denna uppfinning bildade bröderna 1895 AB Bröderna Hults rotationsångmaskin.
Oscar Hult var 1898–1903 bolagets VD. De små ångmaskiner där denna konstruktion bäst lämpade sig började dock vid denna tid konkurreras ut av förbränningsmotorer och 1903 avvecklades bolaget. Samtidigt avvecklades AB Centrator och ersattes av AB Pump-Separator. 

### AB Archimedes
Oscar och Alrik började därefter arbeta med att utveckla en förbränningsmotor för fotogen och patenterade en nästan rökfri sådan 1905. Motorn kombinerades med en vattenpump och 1907 bildades Archimedes AB för tillverkning av dessa. Bolaget fick sin verkliga utveckling sedan man 1911 lanserat en tvåcylindrig utombordsmotor, den första i världen.
Den tvåcylindriga utombordsmotorn som började tillverkas år 1913 kallades även ”Balansmotorn Archimedes” och var försedd med 2 st kolvar, en arbetskolv och en balanseringkolv placerade i samma vertikala linje. Dessa kolvar var förbundna med samma axel via diametralt förlagda vevar. Balanseringskolven var avsedd att upphäva arbetskolvens levande kraft vid vändningarna i ändlägena, på samma gång som den utgjorde fäste för övre ände av propelleraxelns vevstake. Detta sätt att placera två cylindrar förbundna i samma vertikala linje minskade vibrationerna i motorn avsevärt.
Oscar Hult kom att arbeta i bolaget  som konstruktör och ledamot av styrelsen fram till 1916, därefter som överingenjör fram till 1929. Under sin tid vid bolaget uttog han 19 egna patent på förbättringar. Under första världskriget då magnetapparater för motorerna inte kunde importeras från Tyskland konstruerade han en egen svänghjulsmagnet för tändningen. Under 1920-talet bekostade Bofors utvecklingen av en ny bränslebesparande motor, som presenterades 1927. På grund av låga bränslepriser kom dock aldrig Oscar Hults motor i serietillverkning.

### Övrigt
Oscar Hult var litterärt intresserad och skrev flera diktsamlingar.